# Гнатовиці
Гнатовиці (пол. Gnatowice) — село в Польщі, у гміні Конюша Прошовицького повіту Малопольського воєводства.
Населення — 170 осіб (2011).
У 1975-1998 роках село належало до Краківського воєводства.

## Демографія
Демографічна структура станом на 31 березня 2011 року:
|          | Загалом | Допрацездатний вік | Працездатний вік | Постпрацездатний вік |
| -------- | ------- | ------------------ | ---------------- | -------------------- |
| Чоловіки | 81      | 15                 | 55               | 11                   |
| Жінки    | 89      | 13                 | 57               | 19                   |
| Разом    | 170     | 28                 | 112              | 30                   |